# 戈丁根

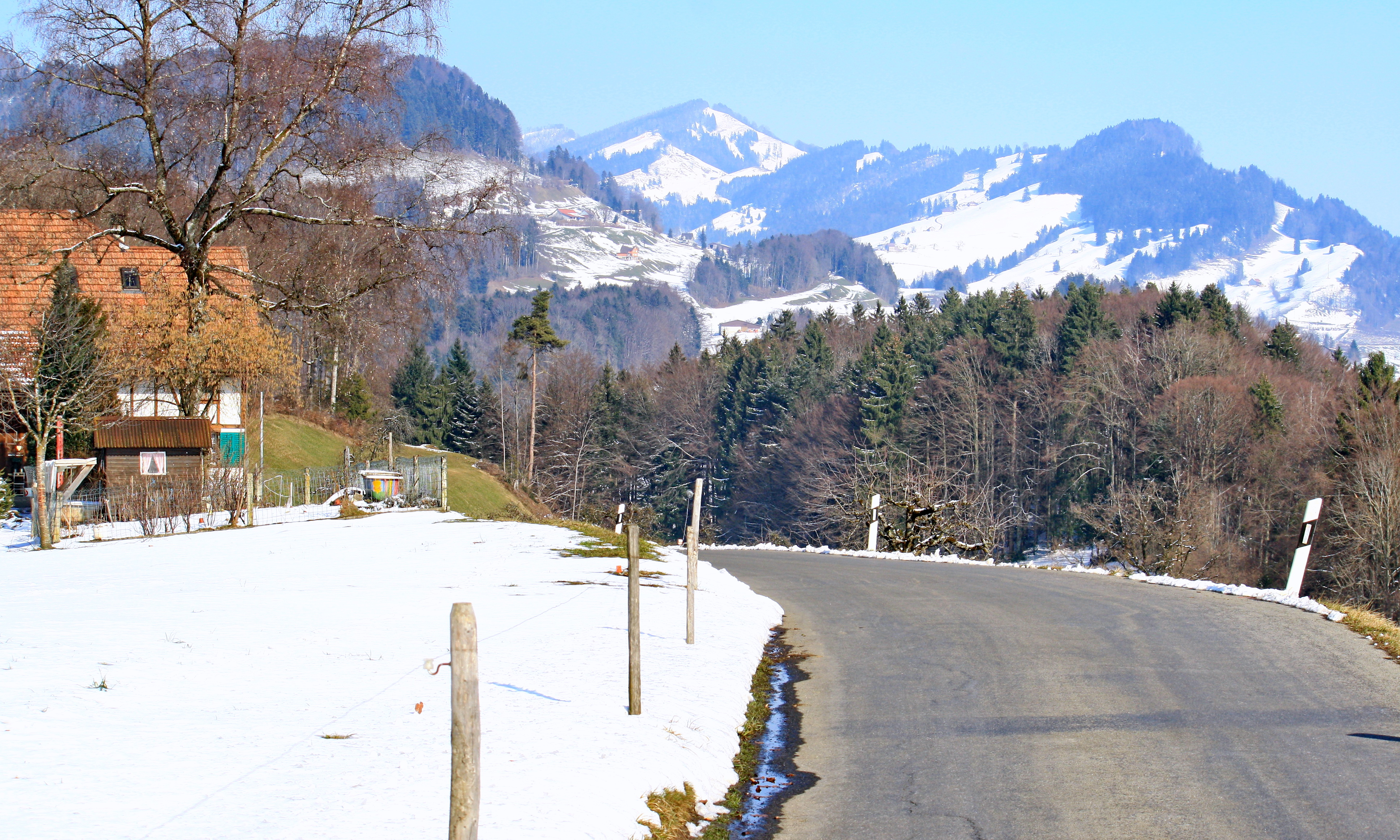

戈丁根是瑞士的城鎮，位於該國東北部，由聖加侖州負責管轄，面積22.11平方公里，海拔高度705米，2011年人口1,124，七成半人口信奉羅馬天主教，人口密度每平方公里51人。